# Nickolas Butler
Pour les articles homonymes, voir Butler.
Œuvres principales
- Retour à Little Wing

Nickolas Butler, né le 2 octobre 1979 à Allentown en Pennsylvanie, est un écrivain américain. Il vit aujourd'hui à Eau Claire dans le Wisconsin.

## Biographie
Nickolas Butler naît à Allentown (Pennsylvanie), grandit à Eau Claire (Wisconsin), étudie à l'Université du Wisconsin à Madison.
Il participe à un atelier d'écriture de l'Université de l'Iowa.
Il fait des petits travaux : employé chez Burger King, tuteur, télévendeur, vendeur de hot-dogs, aubergiste, cueilleur de pommes, vendangeurs, 
Il écrit.
Il vit avec son épouse et leurs deux enfants à la campagne, dans le Wisconsin.
Ses nouvelles sont publiées dans les magazines comme Ploughshares (en), The Kenyon Review Online, The Lumberyard, The Christian Science Monitor, Narrative et Sixth Finch, et dans d'autres publications. 
En 2014, son premier roman est publié. 
Butler a reçu diverses bourses et récompenses de la part de fondations régionales de prix littéraires. 
Il a remporté le prestigieux prix PAGE America en France, le prix Great Great Great Reads 2014, le prix Midwest Independent Booksellers 2014, le prix littéraire 2015 de la Wisconsin Library Association, le prix littéraire régional 2015 du chancelier UW-Whitewater, et est finaliste pour le prix Flaherty Dunnan 2014 du premier roman et de la sélection pour le prix FNAC en France, selon son site personnel.

## Œuvres

### Romans
- Retour à Little Wing, Autrement, 2014 ((en) Shotgun Lovesongs, 2014)[1]
- Des hommes de peu de foi, Autrement, 2016 ((en) The Hearts of Men, 2017)
- Le Petit-Fils, Stock, 2020 ((en) Little Faith, 2019)
- La Maison dans les nuages, Stock, 2023 ((en) Godspeed, G.P. Putnam's Sons, 2021  (ISBN 978-0593190418)), roman, trad. Mireille Vignol, 411 p.  (ISBN 9782234090125)

### Recueil de nouvelles
- Rendez-vous à Crawfish Creek, Autrement, 2015 ((en) Beneath the Bonfire, 2015), 320 pages  (ISBN 978-2-7467-3492-0)
  - Tronçonneuse party (The Chainsaw Soirée)
  - Un goût de nuage (Rainwater)
  - Sven & Lily
  - Rendez-vous à Crawfish Creek (In Western countries)
  - Sous le feu de joie (Benneath the bonfire)
  - Brut aromatique (Sweet Light Crude)
  - Les restes (Leftovers)
  - Morilles (Morels)
  - Lenteur ferroviaire (Train people move slow)
  - Pommes (Apples)